# Enrique Arqués
Enrique Arques (1885 - 1970), periodista, historiador, africanista y escritor español.

## Biografía
Hijo del gobernador de Alhucemas, se interesó por la historia y geografía de Marruecos y fue correspondiente de la Real Academia de la Historia. Hizo una expedición al Rif en 1907 con el geógrafo francés Gabriel Delbrel. Consiguió la adhesión a España del emir Abdelmalek y del Xerif Sidi Hamido Snada en los difíciles momentos de la rebelión rifeña. Organizó los servicios de prensa y propaganda del Protectorado de Marruecos y creó en él una Hemeroteca y un Archivo fotográfico. Fundó la revista árabe Al Ittihad y durante once años dirigió el periódico El Islah. Promovió la creación del Conservatorio Hispano-Marroquí de Música de Tetuán y colaboró en la creación del Centro de Estudios Marroquíes. En 1940 se le concedió el Premio Nacional de Periodismo y en 1948 obtuvo el premio África por su libro El camino nuestro. Recibió la Encomienda de Isabel la Católica, el Mérito Civil, la Legión de Honor y la Orden del Águila Alemana.

## Obras
- La Isla de Calipso (Beliunex), Ceuta: Imprenta África, 1936.
- 17 De Julio, la epopeya de África; crónica de un testigo, Tetuán, 1938; 2ª ed. Madrid: Instituto Editorial Reus, 1948.
- Tres sultanes a la porfia de un reino (del Diario de un cautivo), Tetuán: Editora Marroquí, 1953, 2.ª ed.
- Tierra de Moros. Estampas de folklore Ceuta-Tetuán: Impr. África, 1938, 2 vols.; reimpreso en el mismo lugar e imprenta en 1939 y luego en Tetuán: Editora Marroquí, 1954.
- Con Narciso Gibert, Los mogataces: los primitivos soldados moros de España en África, s. l. (Ceuta-Tetuán): Imprenta de las Tropas Coloniales, 1928; reimpreso en Málaga: Editorial Algazara, 1992.
- El momento de España en Marruecos, Madrid: Ediciones de la Vicesecretaría de Educación Popular (Imprenta de Silverio Aguirre), 1942; se reimprimió en el mismo lugar e imprenta en 1943.
- El camino nuestro, Madrid: CSIC (Instituto de Estudios Africanos), 1949.
- Jelima (Fotogramas de una leyenda beréber que ha sido verdad), Tetuán: Editora Marroquí, 1949.
- Huellas de la historia fabulosa en la Libia Mauritana, Tetuán: Alta Comisaría de España en Marruecos, Publicaciones de la Delegación de Asuntos Indígenas (Editora Marroquí), 1950.